# Più buio di mezzanotte
Più buio di mezzanotte è un film del 2014 diretto da Sebastiano Riso.
È stato presentato in concorso alla Settimana internazionale della critica al Festival di Cannes 2014. In seguito ha preso parte ad altri festival tra i quali il Bari International Film Festival del 2015.
Il film, esordio alla regia per Sebastiano Riso, ha come protagonisti Davide Capone, Micaela Ramazzotti, Vincenzo Amato, Pippo Delbono e Lucia Sardo.

## Trama
Ambientato a Catania, racconta l'adolescenza vera e disperata di Davide Cordova (che oggi si fa chiamare Fuxia e fa la drag queen nella discoteca romana Muccassassina): la scoperta di essere gay, le violenze subite dal padre, la fuga dalla famiglia, la vita in strada a Catania dove trova una comunità queer, ma si prostituisce per tirare a campare.

## Produzione
Il produttore del film è Claudio Saraceni per Ideacinema. La pellicola è stata realizzata anche grazie alla collaborazione di Rai Cinema, della Regione Siciliana e della Regione Lazio, oltre al contributo economico del MIBACT per il riconoscimento di Interesse culturale.

## Riconoscimenti
- 2014 - Festival di Cannes
  - Candidatura al Grand Prix della Settimana internazionale della critica
  - Candidatura Caméra d'or a Sebastiano Riso
  - Candidatura Queer Palm a Sebastiano Riso
- 2014 - Nastro d'argento
  - Premio Guglielmo Biraghi a Davide Capone
  - Candidatura Migliore regista esordiente a Sebastiano Riso
  - Candidatura Migliore attrice non protagonista a Micaela Ramazzotti
  - Candidatura Migliore colonna sonora a Michele Braga
  - Candidatura Migliore montaggio a Marco Spoletini